# Kaspars Kambala
Kaspars Kambala (Riga, 13. prosinca 1978.) je latvijski košarkaš i latvijski reprezentativac. Igra na mjestu krilnog centra. Visine je 206 cm. Igrao je za ruski UNIKS iz Kazana, španjolski Real iz Madrida, latvijski ASK iz Rige, turski Fenerbahçe Ülker i Efes Pilsen.

## Vanjske poveznice
- Službene stranice  Arhivirana inačica izvorne stranice od 10. kolovoza 2011. (Wayback Machine)
- Euroleage.net